# Cecilia von Studnitz
Cecilia Irmgard Clara Esther Ingrid Maye Dorothe von Studnitz (*  20. Februar 1940 in Bad Schwartau) ist eine deutsche Schriftstellerin, Redakteurin, Kommunikationswissenschaftlerin und Journalistin.

## Familie
Cecilia von Studnitz entstammt der uradeligen westmährischen Familie von Studnitz. Ihr Großvater war der kaiserlich-deutsche Kapitän zur See und Rechtsritter des Johanniterordens, Oswald von Studnitz (1871–1963).
Von Studnitz war die Tochter des Oberstleutnants und späteren Bezirksleiters des VW-Werkes in Wolfsburg, Helfrid von Studnitz (1911–1994) und dessen erster Ehefrau Irmgard geb. Korndörfer (1914–2012), Tochter des kaiserlich-deutschen Korvettenkapitäns und späteren Präsidenten der Altonaer Industrie- und Handelskammer, Hans Korndörfer (1881–1940).

## Leben
Cecilia von Studnitz wurde als Journalistin ausgebildet. 1965 arbeitete sie als Redakteurin in Bad Segeberg. Anschließend studierte sie an der Uni Hamburg Soziologie und Politologie. Darauf war sie im Wiener Institut VIDC als wissenschaftliche Mitarbeiterin tätig und wurde 1981 an der genannten Universität mit der Dissertation Journalisten gestern und heute zum Dr. phil. promoviert. Diese Arbeit kam zwei Jahre darauf als Band 36 der Reihe Dortmunder Beiträge zur Zeitungsforschung unter dem Titel Kritik des Journalisten. Ein Berufsbild in Fiktion und Realität bei Saur in München heraus. Dann lehrte Studnitz an der Uni Dortmund und an der Uni Bamberg ihr Fach Kommunikation. Zudem schrieb sie Biographien über drei vielgelesene Schriftsteller aus dem 19. und 20. Jahrhundert (siehe unten). 
Von ihrem Wohnort Bamberg aus schaffend, publiziert Cecilia von Studnitz für Presse, Funk und Film bisweilen Feuilletons, Features und Drehbücher.

## Werke (Auswahl)
Biographien
- Wilhelm Raabe. Schriftsteller. Eine Biographie. Düsseldorf 1989, ISBN 978-3-7700-0778-3 (archive.org)
- Mit Tränen löschst du das Feuer nicht. Maxim Gorki und sein Leben. Düsseldorf 1993, ISBN 978-3-7700-1004-2
- Es war wie ein Rausch. Fallada und sein Leben, Düsseldorf 1997 ISBN 3-7700-1064-7
- Ich bin nicht der, den Du liebst. Die frühen Jahre des Hans Fallada in Berlin. Neubrandenburg 2007, ISBN 978-3-910170-63-6

Anderes
- Gastarbeiterprobleme und politische Bildung. Wien 1976
- als Christiana von Barghorst (Pseudonym):
  - Froschperspektive. Bilder einer Kindheit. Husum 1984, ISBN 978-3-88042-248-3
  - Mensch – ein Hund. Nachdenkliches über Zweierbeziehungen. Hamburg 1985, ISBN 978-3-922731-37-5

## Ehrungen
- 1964 Erster und zweiter Preis für verschiedene Artikel  zum Internationalen Journalistenwettbewerb des 17. Welttierärztekongresses
- 1972 Theodor-Wolff-Preis für Journalistik im Deutschen Allgemeinen Sonntagsblatt
- 1979 Zweiter Preis beim Internationalen  Essay-Wettbewerb der Minority Rights Group der Vereinten Nationen

## Anmerkung
1. ↑  Kritik des Journalisten DNB 821271954

| Personendaten    | Personendaten                                                                                         |
| ---------------- | --- |
| NAME             | Studnitz, Cecilia von                                                                                 |
| ALTERNATIVNAMEN  | Studnitz, Cecilia Irmgard Clara Esther Ingrid Maye Dorothe von; Barghorst, Christiana von (Pseudonym) |
| KURZBESCHREIBUNG | deutsche Schriftstellerin, Kommunikationswissenschaftlerin und Journalistin                           |
| GEBURTSDATUM     | 20. Februar 1940                                                                                      |
| GEBURTSORT       | Bad Schwartau                                                                                         |